# 法務省
法務省（ほうむしょう、英: Ministry of Justice、略称: MOJ）は、日本の行政機関のひとつ。法の整備、法秩序の維持、国民の権利擁護、出入国管理等を所管する。

## 概説

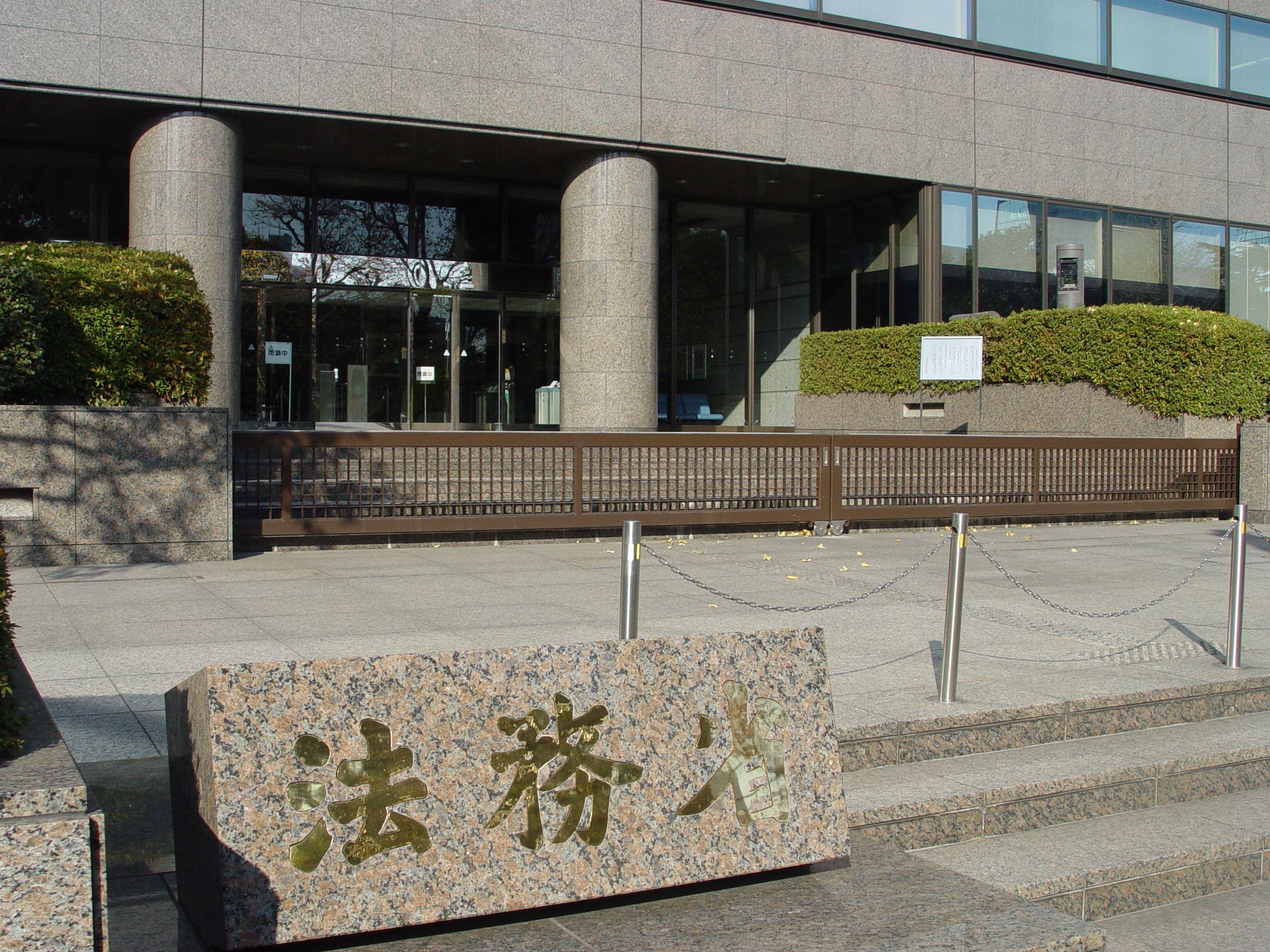
法務省の石銘板

法務省の紋章として使用される五三桐

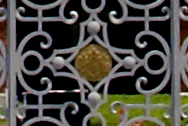
法務省旧本館（中央合同庁舎第6号館赤れんが棟）正門の五三桐（中央の金色部分）

国家行政組織法および法務省設置法に基づき省の一つとして設置されている。任務は「法務省は、基本法制の維持および整備、法秩序の維持、国民の権利擁護、国の利害に関係のある争訟の統一的かつ適正な処理ならびに出入国の公正な管理を図ること」である（法務省設置法第3条）。司法制度、民事行政（国籍、戸籍、登記、供託）、刑事、民事制度の企画、立案、検察、矯正、更生保護、行政訴訟、人権擁護、出入国管理、破壊的団体の規制、司法書士および土地家屋調査士に関することなどを管轄する。
法務省では桐紋を省の象徴として使用することが多い。桐紋は内閣や法治国家の象徴としても扱われるが、法務省では桐紋のなかでも主に五三桐を用いる。五三桐は省の標章として使用されており、法務省旧本館（中央合同庁舎第6号館赤れんが棟）の正門などに掲げられている。また、近年では、法務省の英語名称「Ministry of Justice」の頭文字「MOJ」を配置した図案もシンボルとして用いられている。

### 人権への配慮
1954年（昭和29年）に初めて国会に提出された人権委員会設置法案は、日本が人種差別撤廃条約に加入したのちの2002年、2005年に人権擁護法案、2012年に人権委員会設置法案として新たに提出されたが、衆院解散などの理由により未だ成立していない。
ただし、少年犯罪に対する加害者への人権には配慮しており、1997年の神戸連続児童殺傷事件の際、実名報道をした『FOCUS』などの複数の雑誌に対し法務省が削除要請を行った。また、『週刊新潮』の実名報道に対しても、たびたび是正勧告を行っている。
女性や在日外国人などの人権にも配慮がされており、毎年11月の人権週間では女性の人権を真っ先に取り上げ、DVやセクハラの無料相談を受け付けている。在日外国人に対しても人権侵害の問題を多く取り上げ外国人差別をしてきたホテル・銭湯等に是正を勧告したことがある。2023年までに、ある自民党国会議員にたいし、法務局が人権侵害の警告を発したこともある。
更にインターネット上の書き込みについても名誉毀損として法務省は厳しい姿勢を見せている。
しかし刑務所や入国者収容所といった「人権に制限を加える（死刑のように人命までをも奪う）機関」を持つ官庁が「人権擁護活動」を行うのは問題があるという意見もある。

## 歴史
法務省の起源は、1869年（明治2年）に設置された刑部省にまで遡るが、直接の前身は1871年（明治4年）7月9日に設置された司法省とされている。司法省は、裁判所の監督など、司法行政事務を含む広範な法務、司法に関する事務を司っていた。
司法省の中でも検事局が主流を成しており、平沼騏一郎による検事主導の積極介入主義のもと、検事は、政党、軍部、官僚と並ぶ一大勢力に成長し、検察権力を第一義とする司法権の独立が明確化する。大正期から昭和戦前期には、「検尊判卑主義」が公然と囁かれるようになり、検事局、司法省、裁判所の要職を、検事がほぼ独占するようになっていた。
1940年前後には、「司法権の独立」は、軍部の「統帥権の独立」と並ぶ政治的イデオロギーとなり、陸軍三長官会議をモデルに、司法大臣、大審院院長、検事総長による三長官会議の設置まで提唱されるようになる。
1947年（昭和22年）4月の裁判所法及び検察庁法の成立、また三権分立体制を謳った日本国憲法の施行、また12月の法務庁設置法の成立に伴い、司法官僚は、司法省、検察庁、最高裁判所事務総局など、大きく分けて3つに分散し、裁判所関係の司法行政事務は最高裁判所事務総局の所管に移されることになった。
翌1948年（昭和23年）2月15日、司法省は廃止され、内閣法制局を統合して、法律問題に関する政府の最高顧問とされる法務総裁を長とする法務庁が設置された。法務庁設置法（昭和22年12月17日法律第193号）はその後に改正を重ね、中央省庁再編が始まる1999年まで存続した。
その中で、1949年（昭和24年）6月1日の行政機構改革では、法務庁は法務府に改称され内部部局が簡素化された。また、法務省を所管とする人権擁護委員法が成立した。この時施行された国家行政組織法別表において府省本部が列記された。この配列順（いわゆる建制順）は、府省本部の順であったため、法務府は、内閣総理大臣が主任の大臣を務める総理府に次ぐ位置となり、各省がそのあとになり、最後は唯一の本部である経済安定本部となった。
1952年（昭和27年）8月1日の行政機構改革では、法務府は法務省と改称され、法制に関する事務を内閣法制局に再び移管するなど、機構の大幅な整理が行われた。このとき、国家行政組織法別表では、法務府をそのまま法務省に改正したため、法務省は建制順で、総理府の次となり各省の筆頭となった。
1954年（昭和29年）、国会に人権委員会設置法案が提出されるが廃案となる。1995年に日本が人種差別撤廃条約に加入したのち、2002年、2005年には人権擁護法案、2012年には人権委員会設置法案として新たに提出された。
2001年（平成13年）1月6日の中央省庁再編により、法務省設置法（昭和22年法律第193号）に基づく法務省が廃止され、法務省設置法（平成11年7月16日法律第93号）及び法務省組織令（平成12年6月7日政令第248号）に基づく法務省が設置され、各種の部局や審議会、施設機関が再設置された。建制順は総務省に次ぐ2番目となった。
2017年（平成29年）6月15日、改正組織犯罪処罰法にテロ等準備罪が新設され、日本国は国連の組織犯罪防止条約及び腐敗防止条約を受諾することとなった。
2012年（平成24年）11月9日、三条委員会である人権委員会設置を目的とする人権委員会設置法案が再度提出された。同法案の趣旨は、同委員会は、(1) 政府からの独立性を有する立場で、公権力による人権侵害行為を始めとする人権侵害行為についてより実効的な救済を図る、(2) 新たに調停・仲裁の制度を取り入れて救済を推進する、(3) 国内の人権状況等を踏まえ、内閣総理大臣、関係行政機関の長又は国会に対し意見を提出することができるというものであったが、同月16日の衆議院の解散により廃案となり、国内人権機関は未だ設置されていない。
2019年 (平成31年) 4月1日内局である入国管理局が廃止され、新たに外局に出入国在留管理庁を新設する組織改編を行った。
現行の司法法制部は、国内外の法令、法務に関する資料の整備、編纂、司法省であった1921年（大正10年）に始まる『法務資料』の刊行、霞が関の法務図書館の運営、2009年（平成21年）からは『日本法令外国語訳データベースシステム』（Japanese Law Translation）の運営などを行い、また日本司法支援センターの運営に関する業務を行っている。

## 沿革
- 1869年（明治2年）：維新後の初代刑部卿に正親町三條實愛が任ぜられる。
- 1871年（明治4年） ：刑部省を廃止し司法省となる。
- 1872年（明治5年） ：初代司法卿に江藤新平が任ぜられる。
- 1885年（明治18年）12月22日：内閣設置により司法大臣に山田顯義が任ぜられる。
- 1947年（昭和22年）5月3日：日本国憲法と裁判所法の施行に伴い司法行政権を裁判所へ移管。
- 1948年（昭和23年）2月15日：法務庁設置法により、司法省を廃止し法務庁となる（長は法務総裁）。
- 1949年（昭和24年）6月1日：行政機構改革により、法務庁を法務府と改称（前同）。
- 1952年（昭和27年）7月21日：破壊活動防止法の施行と同時に、同法に関する業務を行う外局として、公安調査庁と公安審査委員会を設置した。
- 1952年（昭和27年）8月1日：行政機構改革により、法務府を法務省と改称（長は法務大臣）。
- 2001年（平成13年）1月6日：中央省庁再編における（新）法務省設置法により、（旧）法務省を廃止し（新）法務省発足。訟務局を廃止して、大臣官房の訟務部門とする。初代大臣は高村正彦、初代副大臣は長勢甚遠、初代法務大臣政務官は大野つや子。
- 2004年（平成16年）1月1日：外局の司法試験管理委員会を廃止して、審議会等の一つとして司法試験委員会が設置した。
- 2015年（平成27年）4月10日：大臣官房の訟務部門を移管し、訟務局を設置した。
- 2019年（平成31年）4月1日：入国管理局を格上げする形で外局として、出入国在留管理庁を設置した。

## 所掌事務
上述の法務省設置法3条に規定された任務を達成するため、同法4条は計40号にわたって所掌事務を列記している。具体的には以下に関することなどがある。
- 民事法制（1号）
- 刑事法制（2号）
- 司法制度（3号）
- 司法試験（4号）
- 内外の法令及び法務に関する資料の整備及び編さん（5号）
- 法務に関する調査及び研究（6号）
- 検察（7号）
- 司法警察職員の教養訓練（8号）
- 刑事に関する国際間の共助（9号）
- 犯罪の予防（10号）
- 刑事一般（11号）
- 刑及び勾留など矯正一般（12〜12号の2）
- 恩赦（13号）
- 仮釈放、仮出場、仮退院、不定期刑の終了及び退院（14号）
- 保護観察、更生緊急保護及び刑事施設等（15号）
- 保護司（16号）
- 更生保護事業の助長及び監督（17号）
- 更生保護一般（18号）
- 心神喪失状態で重大な他害行為を行った者の精神保健観察（18号の2）
- 破壊的団体の規制（19号）
- 無差別大量殺人行為を行った団体の規制（20号）
- 国籍、戸籍、登記、供託及び公証（21号）
- 司法書士及び土地家屋調査士（22号）
- 民事一般（23号）
- 外国法事務弁護士（24号）
- 債権管理回収業（25号）
- 民間紛争解決手続の業務の認証（25号の2）
- 人権侵犯事件（26号）
- 人権啓発及び民間における人権擁護運動の助長（27号）
- 人権擁護委員（28号）
- 人権相談（29号）
- 総合法律支援（30号）
- 国の利害に関係のある争訟（31号）
- 出入国管理（32号）
- 外国人の在留（33号）
- 難民認定（34号）
- 国際連合に協力して行う研修、研究及び調査（35号）
- 所掌事務に係る国際協力（36号） - 法整備支援
- 法科大学院への検察官の派遣（38号）

## 組織

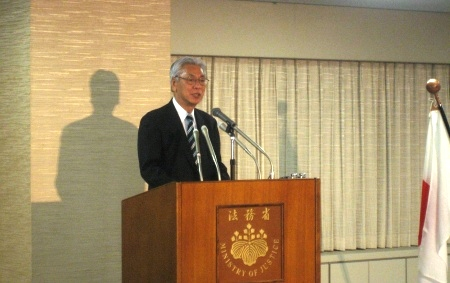
法務大臣の記者会見（写真：2012年1月13日、小川敏夫法務大臣、野田第1次改造内閣）

法務省の内部組織は一般的に、法律の法務省設置法、政令の法務省組織令及び省令の法務省組織規則が階層的に規定している。

### 幹部
- 法務大臣（法律2条2項）
- 法務副大臣（国家行政組織法16条）
- 法務大臣政務官（国家行政組織法17条）
- 法務大臣補佐官（国家行政組織法第17条の2） - 必置ではない。
- 法務事務次官（国家行政組織法18条）
- 法務大臣秘書官

### 内部部局
- 大臣官房（政令2条1項）
  - 政策立案総括審議官
  - 公文書監理官
  - サイバーセキュリティ・情報化審議官
  - 審議官（政令11条1項）（6人）
  - 参事官（政令12条1項）（8人）
  - 秘書課（政令13条1項）
  - 人事課
  - 会計課
  - 国際課
  - 施設課
  - 厚生管理官
  - 司法法制部（政令13条2項）
    - 参事官（政令12条1項）（2人）
    - 司法法制課（政令13条2項）
    - 審査監督課

- 民事局
  - 参事官（4人）
  - 総務課（政令22条）
  - 民事一課
  - 民事二課
  - 商事課
  - 民事法制管理官
- 刑事局
  - 参事官（3人）
  - 総務課
  - 刑事課
  - 公安課
  - 刑事法制管理官
  - 国際刑事管理官
- 矯正局
  - 参事官
  - 総務課
  - 成人矯正課
  - 少年矯正課
  - 更生支援管理官
  - 矯正医療管理官
- 保護局
  - 参事官
  - 総務課
  - 更生保護振興課
  - 観察課
- 人権擁護局
  - 参事官
  - 総務課
  - 調査救済課
  - 人権啓発課
- 訟務局
  - 参事官
  - 訟務企画課
  - 民事訟務課
  - 行政訟務課
  - 租税訟務課
  - 訟務支援課

### 審議会等
- 司法試験委員会（司法試験法、法律5条）
- 検察官適格審査会（検察庁法、法律5条）
- 中央更生保護審査会（更生保護法、法律5条）
- 日本司法支援センター評価委員会（総合法律支援法、法律5条）
- 法制審議会（政令55条）
- 検察官・公証人特別任用等審査会

### 施設等機関
法務省の施設等機関には以下の8区分がある。
- 刑務所（刑事収容施設及び被収容者等の処遇に関する法律、法律8条）（62）
  - 支所（法律9条2項）
- 少年刑務所（5）
  - 支所
- 拘置所（8）
  - 支所
- 少年院（法律8条）（50）
  - 分院（法律10条2項）
- 少年鑑別所（50）
  - 分所（法律11条2項）

- 法務総合研究所（政令58条）
  - 支所（政令58条2項）

法務に関する調査・研究や、検事、副検事、検察事務官、法務局職員、保護観察官等に対する研修のほか、国際協力機構や日本弁護士連合会と合同で発展途上国への法整備支援を行っている。
- 矯正研修所
  - 支所（政令59条2項）

- 国際法務総合センター

### 特別の機関
検察庁法にもとづき、特別の機関として検察庁がある（法律14条）。検察庁には最高検察庁、高等検察庁、地方検察庁及び区検察庁の4区分に分かれ、それぞれ最高裁判所、高等裁判所、地方裁判所（と家庭裁判所）及び簡易裁判所に対応して置かれている（検察庁法2条1項）。
- 最高検察庁（検察庁法1条2項）
- 高等検察庁（8）
  - 支部（検察庁法2条4項）（6）
- 地方検察庁（50）
  - 支部（検察庁法2条4項）（203）
- 区検察庁（438）

#### 高等検察庁
- 東京高等検察庁
- 大阪高等検察庁
- 名古屋高等検察庁
- 広島高等検察庁
- 福岡高等検察庁
- 仙台高等検察庁
- 札幌高等検察庁
- 高松高等検察庁

#### 地方検察庁
- 東京地方検察庁
- 横浜地方検察庁
- さいたま地方検察庁
- 千葉地方検察庁
- 水戸地方検察庁
- 宇都宮地方検察庁
- 前橋地方検察庁
- 静岡地方検察庁
- 甲府地方検察庁
- 長野地方検察庁
- 新潟地方検察庁
- 大阪地方検察庁
- 京都地方検察庁
- 神戸地方検察庁
- 奈良地方検察庁
- 大津地方検察庁
- 和歌山地方検察庁
- 名古屋地方検察庁
- 津地方検察庁
- 岐阜地方検察庁
- 福井地方検察庁
- 金沢地方検察庁
- 富山地方検察庁
- 広島地方検察庁
- 山口地方検察庁
- 岡山地方検察庁
- 鳥取地方検察庁
- 松江地方検察庁
- 福岡地方検察庁
- 佐賀地方検察庁
- 長崎地方検察庁
- 大分地方検察庁
- 熊本地方検察庁
- 鹿児島地方検察庁
- 宮崎地方検察庁
- 那覇地方検察庁
- 仙台地方検察庁
- 福島地方検察庁
- 山形地方検察庁
- 盛岡地方検察庁
- 秋田地方検察庁
- 青森地方検察庁
- 札幌地方検察庁
- 函館地方検察庁
- 旭川地方検察庁
- 釧路地方検察庁
- 高松地方検察庁
- 徳島地方検察庁
- 高知地方検察庁
- 松山地方検察庁

### 地方支分部局
法務省の地方支分部局には以下の5区分がある。
- 矯正管区（法律15条）（8）
  - 一部（政令62条1項）
  - 二部
  - 三部
- 地方更生保護委員会（8）
  - 事務局（更生保護法20条1項）
- 法務局（8）
  - 訟務部（政令65条1項）
  - 民事行政部
  - 人権擁護部
  - 支局（法律19条）
  - 出張所（法律20条）
- 地方法務局（42）
  - 支局
  - 出張所
- 保護観察所（50）
  - 支部（法律25条）

#### 矯正管区
- 札幌矯正管区（政令61条）
- 仙台矯正管区
- 東京矯正管区
- 名古屋矯正管区
- 大阪矯正管区
- 広島矯正管区
- 高松矯正管区
- 福岡矯正管区

#### 地方更生保護委員会
- 北海道地方更生保護委員会（政令63条）
- 東北地方更生保護委員会
- 関東地方更生保護委員会
- 中部地方更生保護委員会
- 近畿地方更生保護委員会
- 中国地方更生保護委員会
- 四国地方更生保護委員会
- 九州地方更生保護委員会

#### 法務局
- 札幌法務局（政令64条）
- 仙台法務局
- 東京法務局
- 名古屋法務局
- 大阪法務局
- 広島法務局
- 高松法務局
- 福岡法務局

#### 地方法務局
- 函館地方法務局（政令66条）
- 旭川地方法務局
- 釧路地方法務局
- 青森地方法務局
- 盛岡地方法務局
- 秋田地方法務局
- 山形地方法務局
- 福島地方法務局
- 水戸地方法務局
- 宇都宮地方法務局
- 前橋地方法務局
- さいたま地方法務局
- 千葉地方法務局
- 横浜地方法務局
- 新潟地方法務局
- 甲府地方法務局
- 長野地方法務局
- 静岡地方法務局
- 富山地方法務局
- 金沢地方法務局
- 福井地方法務局
- 岐阜地方法務局
- 津地方法務局
- 大津地方法務局
- 京都地方法務局
- 神戸地方法務局
- 奈良地方法務局
- 和歌山地方法務局
- 鳥取地方法務局
- 松江地方法務局
- 岡山地方法務局
- 山口地方法務局
- 徳島地方法務局
- 松山地方法務局
- 高知地方法務局
- 佐賀地方法務局
- 長崎地方法務局
- 熊本地方法務局
- 大分地方法務局
- 宮崎地方法務局
- 鹿児島地方法務局
- 那覇地方法務局

#### 保護観察所
- 札幌保護観察所
（政令68条）
- 函館保護観察所
- 旭川保護観察所
- 釧路保護観察所
- 青森保護観察所
- 盛岡保護観察所
- 仙台保護観察所
- 秋田保護観察所
- 山形保護観察所
- 福島保護観察所
- 水戸保護観察所
- 宇都宮保護観察所
- 前橋保護観察所
- さいたま保護観察所
- 千葉保護観察所
- 東京保護観察所
- 横浜保護観察所
- 新潟保護観察所
- 甲府保護観察所
- 長野保護観察所
- 静岡保護観察所
- 富山保護観察所
- 金沢保護観察所
- 福井保護観察所
- 岐阜保護観察所
- 名古屋保護観察所
- 津保護観察所
- 大津保護観察所
- 京都保護観察所
- 大阪保護観察所
- 神戸保護観察所
- 奈良保護観察所
- 和歌山保護観察所
- 鳥取保護観察所
- 松江保護観察所
- 岡山保護観察所
- 広島保護観察所
- 山口保護観察所
- 徳島保護観察所
- 高松保護観察所
- 松山保護観察所
- 高知保護観察所
- 福岡保護観察所
- 佐賀保護観察所
- 長崎保護観察所
- 熊本保護観察所
- 大分保護観察所
- 宮崎保護観察所
- 鹿児島保護観察所
- 那覇保護観察所

### 外局
- 出入国在留管理庁（旧、入国管理局）
  - 総務課
  - 政策課
  - 出入国管理部
  - 在留管理支援部
  - 入国者収容所（2）
  - 地方出入国在留管理局（8） - 支局、出張所

- 公安調査庁（国家行政組織法、公安調査庁設置法、法律26条）
  - 総務部（政令88条）
  - 調査第一部
  - 調査第二部
  - 公安調査庁研修所（政令94条）
  - 公安調査局（政令95条）（8）

- 公安審査委員会（国家行政組織法、公安審査委員会設置法、法律26条）
  - 事務局（公安審査委員会設置法14条）

### その他会議
- 法曹有資格者の活動領域の拡大に関する有識者懇談会[10]
  - 企業における法曹有資格者の活動領域の拡大に関する分科会
  - 国、自治体、福祉等の分野における法曹有資格者の活動領域の拡大に関する分科会
  - 法曹有資格者の海外展開に関する分科会
- 法曹養成制度改革連絡協議会
- 外国弁護士制度研究会
- 成年年齢引下げを見据えた環境整備に関する関係府省庁連絡会議
- 若年者に対する刑事法制の在り方に関する勉強会
- 法教育推進協議会
- 「国民の声」を聴く会議
- 出入国管理政策懇談会

### 所管法人
独立行政法人通則法を準用する日本司法支援センターを主管している（総合法律支援法）。法務省が主管する独立行政法人は2024年4月1日現在、存在しない。
法務省が所管する公益法人には、商事法務研究会、 日弁連法務研究財団がある。登記情報検索サービスの民事法務協会（特例民法法人）は2014年に一般財団法人に移行したが、法務省から業務独占の権限を付与されている。
法務省が主管する特別の法律により設立される民間法人（特別民間法人、2024年4月1日現在）は以下の通りである。
- 日本司法書士会連合会
- 日本土地家屋調査士会連合会

法務省が主管する特殊法人、地方共同法人および認可法人、は2024年4月1日現在、存在しない。

## 財政
2024年度（令和6年度）一般会計当初予算における法務省所管の歳出予算は、7404億7922万7千円。機関別の内訳は法務本省が1886億1333万4千円、法務総合研究所が21億2910万8千円、検察庁が1148億7989万円、矯正官署が2354億2892万3千円、更生保護官署が275億1632万7千円、法務局が970億1766万5千円、出入国在留管理庁が581億5561万6千円、公安審査委員会が6632万7千円、公安調査庁が166億7203万7千円となっている。
歳入予算は998億9046万4千円で、全額が「雑収入」（5部）に分類される。そのうち、「許可及手数料」（5部3款06項）の587億6054万6千円と「懲罰及没収金」（5部3款08項）353億7884万5千円が大半を占める。独自の項目としては刑務所作業収入と少年院職業補導収入から成る「矯正官署作業収入」（5部3款10項）があり、24億3328万8千円が計上されている。
特別会計としてかつては登記特別会計を所管していたが、2010年度限りで廃止された。現在は国会、裁判所、会計検査院、内閣、内閣府、デジタル庁、復興庁、総務省、法務省、外務省、財務省、文部科学省、厚生労働省、農林水産省、経済産業省、国土交通省、環境省及び防衛省所管の東日本大震災復興特別会計を共管するのみである。

## 職員

### 幹部人事
一般職の幹部は以下の通りである。
- 事務次官：森本宏
- 大臣官房長：杉山徳明
  - 政策立案総括審議官：村松秀樹
  - 司法法制部長：内野宗揮
- 民事局長：松井信憲
- 刑事局長：佐藤淳
- 矯正局長：日笠和彦
- 保護局長：吉川崇
- 人権擁護局長：杉浦直紀
- 訟務局長：坂本三郎
- 出入国在留管理庁長官：丸山秀治
  - 出入国在留管理庁次長：内藤惣一郎
- 公安調査庁長官：田野尻猛

法務事務次官や法務省内部部局の長など一般職の要職には、一般の国の行政機関とは異なり、国家I種試験（現 国家総合職試験）合格者から採用された者ではなく検察官（判検交流により裁判官から任用された者を含む）が任用される傾向が強い。元検事総長の但木敬一は、犯罪者の更生を担当する矯正局、保護局などのトップは検事にこだわらず適材適所で考えた方がいい時代になったと思うと述べている。近年は、矯正局長に初の刑務官出身の局長や女性局長が誕生したり、保護局長にプロパー職員が就任するなど改革も見られる。

### 職員数
一般職の在職者数は2023年7月1日現在、法務省全体で、検察官を含め52,555人である。内訳は、検察官以外の職員が、本省42,167人（男性32,462人、女性9,705人）、出入国在留管理庁6,038人（男性4,026人、女性2,012人）、公安審査委員会4人（男性3人、女性1人）、公安調査庁1,637人（男性1,302人、女性335人）、検察官が全体で2,709人で、内訳は、本省（検察庁を除く）108人、検察庁2,589人、出入国在留管理庁6人、公安審査委員会0人、公安調査庁6人となっている。
行政機関定員令に定められた法務省の定員は特別職1人を含めて55,480人（2025年9月30日までは55,595人、同年10月1日から12月31日までは55,487人）
うち検察庁が11,858人（2025年12月31日までは11,865人）である。本省、各外局別の定員は省令の法務省定員規則に定められており、本省47,147人（2025年9月30日までは47,242人、同年10月1日から12月31日までは47,154人）で、うち検察庁が11,858人（2025年12月31日までは11,865人）であり、出入国在留管理庁6,499人（2025年9月30日までは6,519人）、公安審査委員会が4人（事務局職員の定員）、公安調査庁1,830人となっている。
2024年度一般会計予算における予算定員は特別職8人、一般職55,530人の計55,538人である。特別職8人は、すべて法務本省であり、一般職の機関別内訳は法務本省が852人、法務総合研究所が84人、検察庁が11,862人、矯正官署が23,653人、更生保護官署が1,841人、法務局が9,077人、出入国在留管理庁が6,358人、公安審査委員会（事務局）が4人、公安調査庁が1,799人となっている。特別会計の予算定員は、東日本大震災復興特別会計（法務省所管分）4人（すべて法務局）である。
以上は定員内職員についてであるが、これとは別に法務省には非常勤職員など多数の定員外職員が在籍している。非常勤職員については2023年7月1日現在の総数は56,766人で、国の行政機関の非常勤職員（157,402人）のおよそ36%が法務省に在籍している計算である。これは更生保護ボランティアである保護司46,739人を含んでいることによる。ほかに委員顧問参与等職員が4,866人おり、厚生労働省（7,559人）の次に多い。続いて事務補助職員が3,893人、技能職員が584人、医療職員が562人、教育職員が368人などとなっている。教育職員は国の行政機関に任用された者（421人）の9割を占めている。非常勤職員とは別に再任用職員は3,441人となっている。さらに傷病や労組専従による休職が243人、育児等の休業が655人、派遣（国際機関、法科大学院、弁護士職務経験等）が39人となっている。

### 任用
職員の競争試験による採用は国家公務員採用総合職試験（院卒者試験）、国家公務員採用総合職試験（大卒程度試験）、国家公務員採用一般職試験（大卒程度試験）、国家公務員採用一般職試験（高卒程度試験）、刑務官採用試験、法務省専門職員（人間科学）採用試験の合格者の中から行われる。いずれも人事院が実施する。ただし検事の採用には国家公務員法の特例として検察庁法が適用され、主として司法修習生の修習を終えた者から任命される（検察庁法18条1項）。
前記の通り法務省と最高裁判所事務総局は共に司法省を母体として設立された機関であり、両者は司法省の廃止後も判検交流と呼ばれる人事交流を行っていた。これは人材育成の一環として行われていたとされるが、検察と裁判所の癒着という指摘もあり、日弁連も指定代理人制度と絡めて廃止を求めてきていた。そのため、より職務の公正さを確保していくとして、民事部門での交流縮小に次ぎ、2012年4月をもって刑事部門での人事交流が停止された。

### 給与
法務省職員は一般職の国家公務員なので、給与は一般職の職員の給与に関する法律（一般職給与法）によって規律される。ただし、検察官には検察官の俸給等に関する法律が適用され、検事総長、次長検事及び検事長は特別職の職員の給与に関する法律、検事及び副検事については一般職給与法の規定に準じた給与制度が設けられている。俸給表は基本的に行政職俸給表（一）および指定職俸給表が適用されるが、人事院規則九―二の規定により、入国者収容所及び地方出入国在留管理局の入国警備官（4条2号）と刑務所、少年刑務所、拘置所又は矯正管区に勤務する者並びに矯正研修所支所に勤務する教頭及び教官（4条3号）には公安職俸給表（一）が、検察事務官及び公安調査官（5条1号）と少年院又は少年鑑別所に勤務する者（5条2号）には公安職俸給表（二）が適用され、検察官は検察官の俸給等に関する法律2条に規定された俸給表が適用される。
令和6年度予算の予算定員を俸給表別にみると、公安職俸給表（一）が20,783人と最も多く、次いで行政職俸給表（一）が16,934人、公安職俸給表（二）が13,720人、検察官が2,767人などとなっている。矯正施設や更生保護施設には被収容者の矯正医療のために、厚生労働省と並んで多数の医療従事者が勤務していることから、医療職俸給表（一）の適用を受ける定員が339人、医療職俸給表（二）が195人、医療職俸給表（三）が523人となっている。

### 職員団体
労働基本権のうち争議権と団体協約締結権は国家公務員法により認められていない。団結権は保障されており、職員は労働組合として国公法の規定する「職員団体」を結成し、若しくは結成せず、又はこれに加入し、若しくは加入しないことができる（国家公務員法108条の2第3項）。ただし、刑事施設に勤務する職員は国家公務員法によって団結権も認められておらず、職員団体を結成し、又はこれに加入してはならない（国家公務員法108条の2第5項）。出入国在留管理庁の入国警備官は、出入国管理及び難民認定法（昭和26年政令第319号）第61条の3の2第4項により「入国警備官は、国家公務員法の規定の適用については、警察職員とする。」とされるため、同様の扱いとなる。
2023年3月31日現在、人事院に登録された職員団体の数は単一体1、支部30の計31団体となっている。組合員数は2,790人、組織率は11.4％となっている。主要な職員団体は全法務省労働組合（全法務）で、国公労連（全労連系）に加盟している。

## 関連紛争・諸問題

### 公訴権・裁判権に関わる問題
- 在日米軍裁判権放棄密約事件

### 行刑に関わる問題
- 法秩序を維持する官庁ゆえの権威主義、行刑密行主義に代表される秘密主義が指摘されている[28]。

### 人権に関わる問題
- 人質司法
- 人権教育 - 同和教育
- 北朝鮮拉致問題 - 北朝鮮による日本人拉致問題 - 北朝鮮人権侵害問題啓発週間

#### 戸籍に関わる問題
- 夫婦同姓
  - 通称名による外国人配偶者との同姓化
  - 旧姓の通称使用の拡大 - 選択的夫婦別姓導入の是非（夫婦別姓）
- LGBT理解増進法の諸問題とそれへの反応（2023年6月公布・施行）
- 無戸籍者 - 離婚後300日問題
- 除籍簿
- 背乗り - スパイ防止法案

#### 移民等に関わる問題
- 特別永住者の参政権問題 - 日本における外国人参政権（1995年最高裁判決傍論）
- 通名制度の問題点と批判 - 通名の安易な変更の禁止通達（2013年）
- 技能実習制度の問題点と批判
- 特定技能制度の創設（2019年に施行され、事実上の「移民法」ともいわれる。こちらや年次改革要望書も参照）
- 移民1000万人計画

#### 帰化等に関わる問題
- 父母の婚姻に拠らない（準正を受けない）で認知された子の日本国籍取得が2009年より可能となり、それに関わる偽装認知事件
- 司法試験合格者の司法修習生の採用段階において、最高裁は国籍条項を2009年より撤廃した。

### 公安に関わる問題
- オウム真理教事件 - オウム真理教破壊活動防止法問題
- 北朝鮮による日本人拉致事件

### 新司法試験漏洩問題における対応
2007年度
2007年度新司法試験における慶應義塾大学法科大学院教授による類題講義では、当該行政法教授の考査委員解任以降、司法試験委員会による調査結果により、影響が明らかでないとして何ら是正措置はとられなかった。但し、合格発表後、難問の択一行政法18問目における慶大生の正答率が5%以上高かったこと、慶大の合格率は前年の9位から3位に上昇していたことなどが明らかとなっている。
ただ、その調査方法は問題の渦中にあったと指摘された複数の慶大教授らの自己申告を調査報告とし、さらに自己申告の任意とし、申告なき者は当該調査から外されるなど不可解な点が多く指摘されている。また解任された行政法の教授に対するヒアリングなどもなされていない。
これは、行政法同様に漏洩が指摘されていた刑事法では現職の派遣検察官が講義を行っていたためとされ、よって法務省が当初から結論ありきに終始していたためとも指摘されている。
2015年度
2015年度司法試験において、青柳幸一明治大学法科大学院教授が、自身が同試験考査委員として作成した憲法問題を同大学法科大学院出身の女性受験者に漏洩したとして、同年5月、国家公務員法（守秘義務）違反容疑で東京地検特捜部に告発され、併せて法務省から考査委員を解任された。
また、その他明大法科大学院生への影響の可能性も指摘されているが、調査等は実施されなかった。

### 不祥事等
- 2002年、朝日新聞紙上に告発した元大阪高検公安部長の三井環により、検察庁内における「調査活動費」（調活費）の不正な裏金流用疑惑が表面化した[32][33]。
- 2001年及び2002年の名古屋刑務所において、受刑者が死亡する不祥事が多発した事件（名古屋刑務所事件）。「矯正局#不祥事・問題点」も参照。
- その他、裁判官出身職員や事務官職員による盗撮や痴漢等の事件があった[34]。
- 2020年2月、検事総長の候補であった大臣官房長黒川弘務の定年延長問題及び賭博事件。
- 2020年3月、法律を引用した警視庁の証拠による冤罪により長期拘留が行われ、1名が死亡した大川原化工機事件。
- 2024年6月、大阪地方検察庁のトップである検事正を務めた男性弁護士が、検事正在任中に泥酔した部下の女性検事に対する準強制性交容疑で逮捕された（大阪地方検察庁#不祥事参照）。
- 出入国在留管理庁については「出入国在留管理庁#関連紛争・諸問題」を参照。

## 庁舎

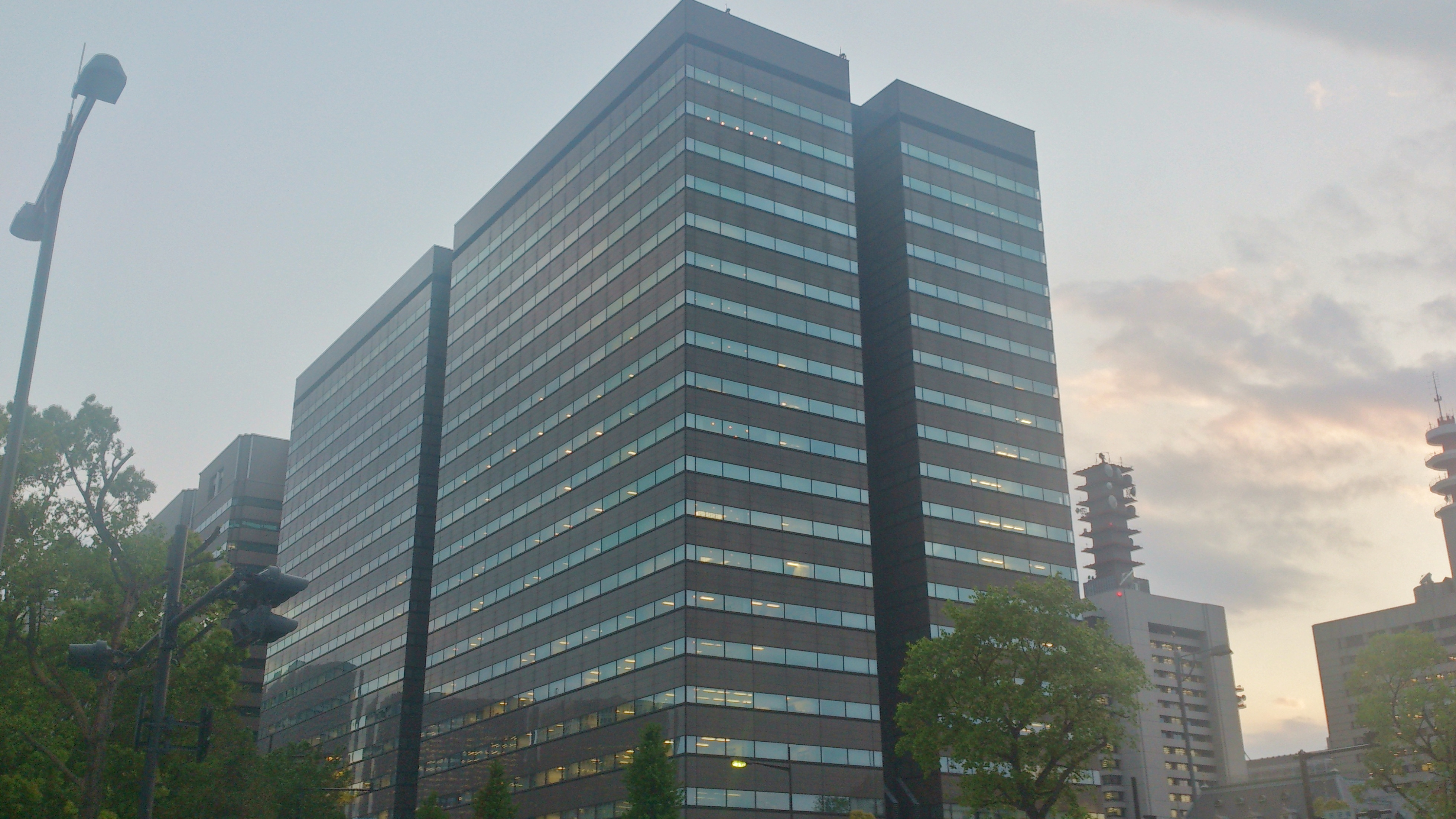
中央合同庁舎第6号館A棟外観
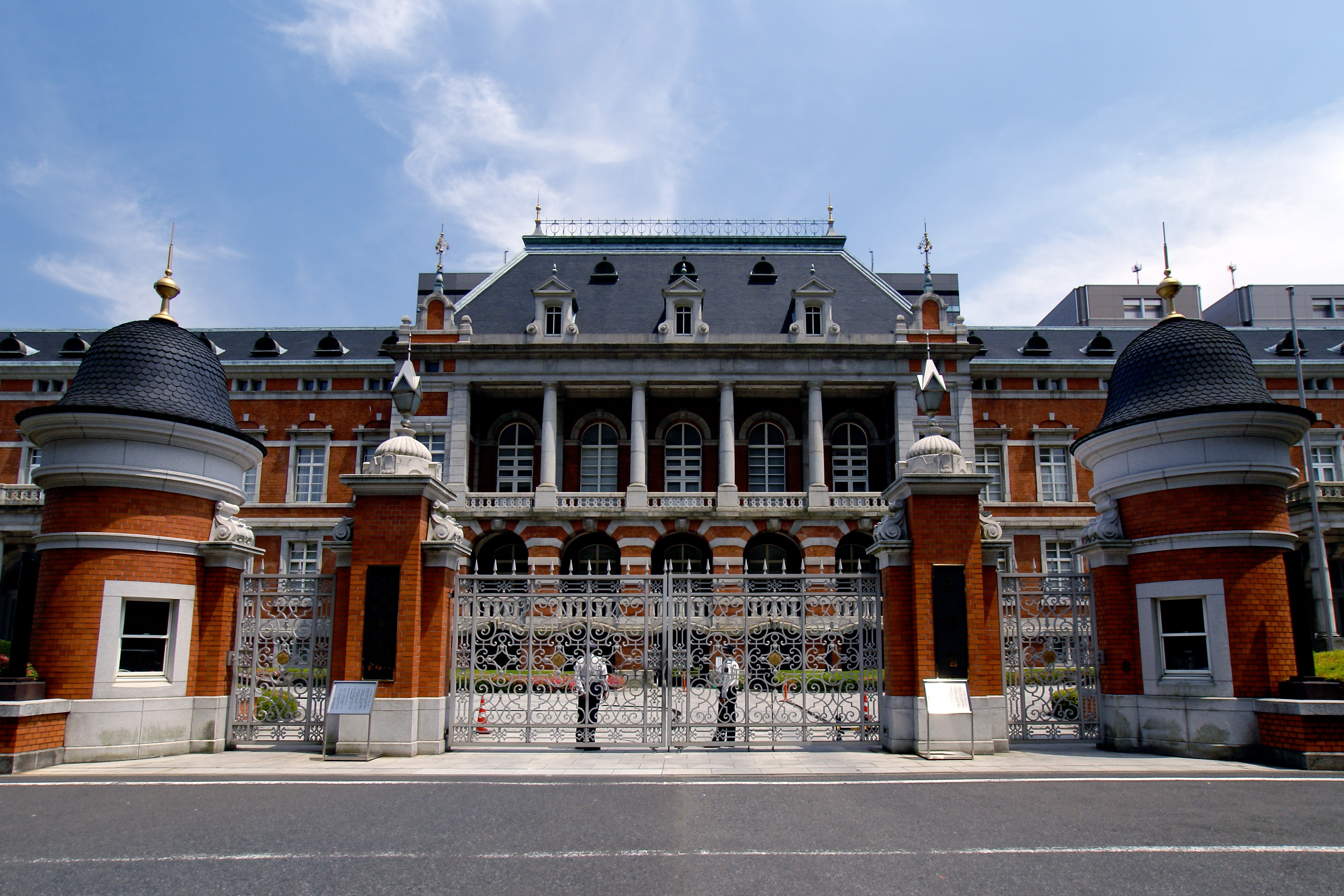
法務省旧本館（中央合同庁舎第6号館赤れんが棟）
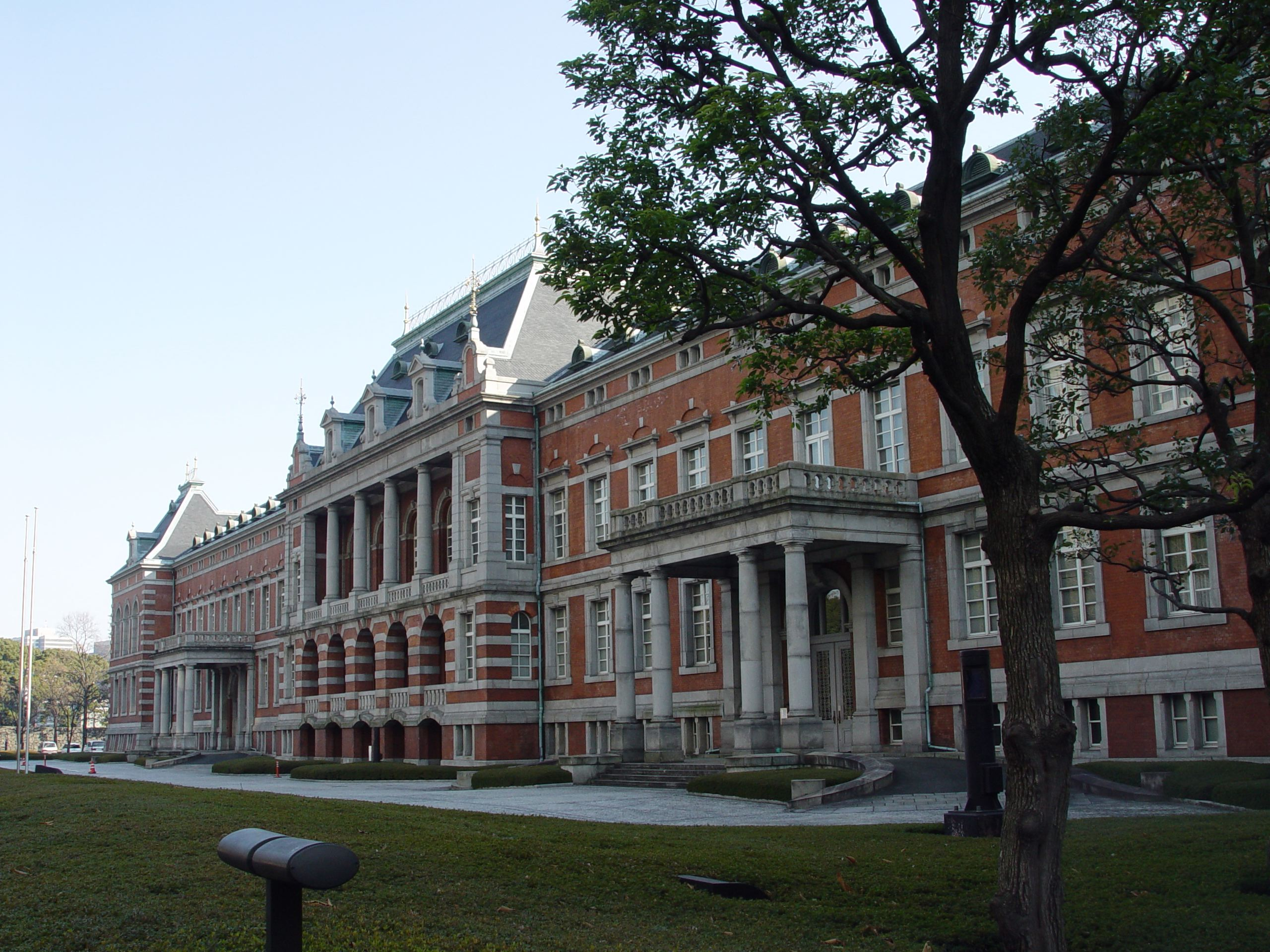
中央合同庁舎第6号館赤れんが棟外観
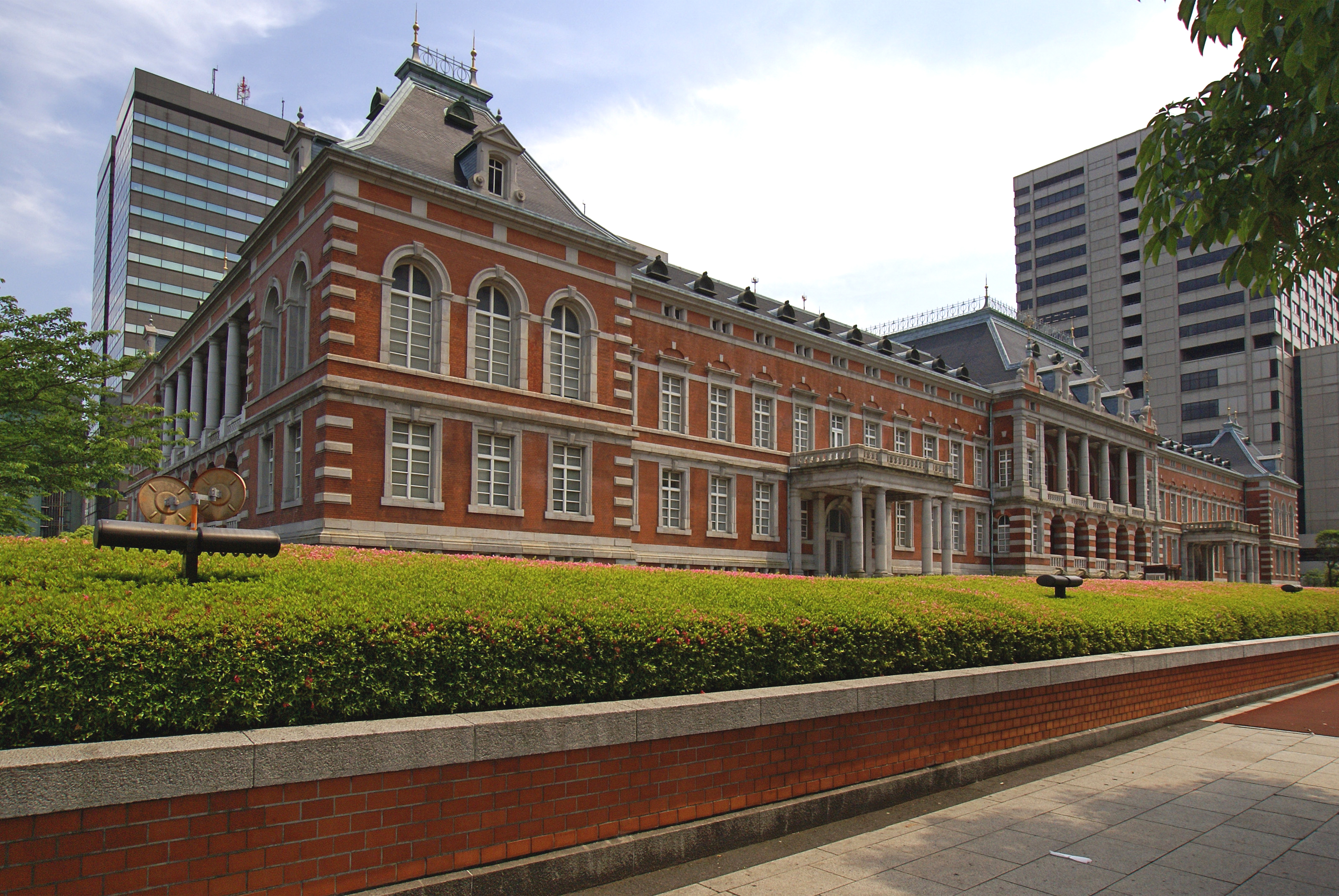
中央合同庁舎第6号館赤れんが棟外観

## 発行物

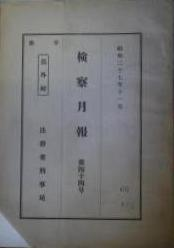

- 『検察統計』[35]
- 『犯罪白書』[36]
- 刑事局『検察月報』、『検察月報抄録』、他